# Hydnocystis
Hydnocystis es un género de hongos de la familia Pyronemataceae, su aspecto es similar a las trufas.